# 랜드윈드

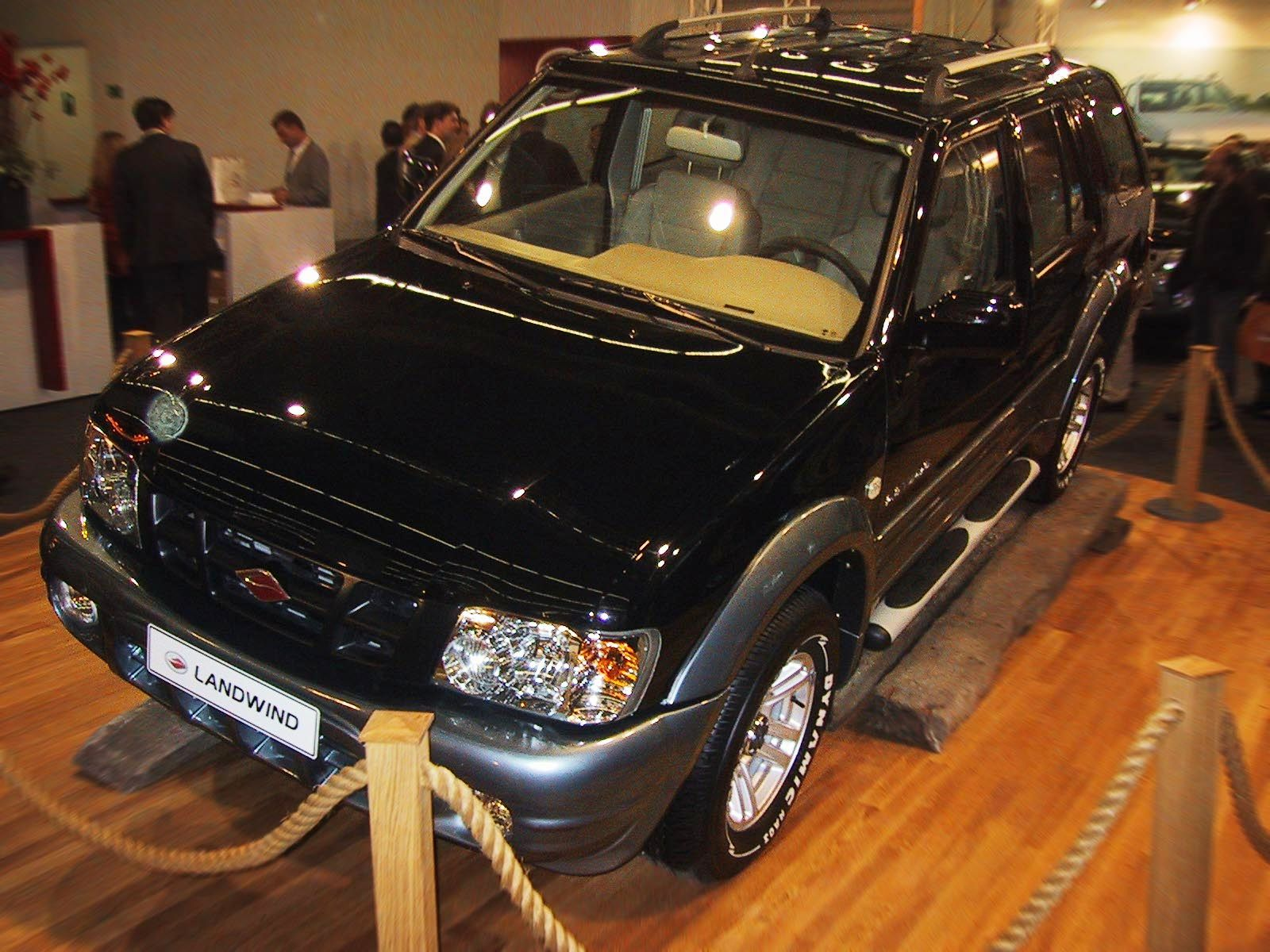
랜드윈드

랜드윈드(Landwind, 중국명: 陸風, 육풍, 리우펑)은 중화인민공화국의 자동차 회사이다. 정식 명칭은 '장링지배주식유한회사'이다. 2005년 7월 4일, 벨기에 안트베르펜 항구에 200대의 랜드윈드 X스리즈가 하역되었다. 중국산 자동차의 첫 서유럽 진출이며, 기존 동급 차량의 60% 정도 가격에 판매되고 있다. 현재 네덜란드, 벨기에, 이탈리아, 체코, 프랑스 등에서 판매중이며, 기타 주요 서유럽 국가들로 시장을 확대하고 있다.

## 탄생
장링 지배주식유한회사(랜드윈드의 정식명칭)는 2004년 10월 충칭의 장안자동차주식유한회사와 장링자동차그룹사(JMC)가 공동으로 출자하여 설립된 합자기업으로 다른 중국 자동차 회사들 보다 짧은 역사를 가지고 있다. 총 자본금 10억 위안의 규모이다. 장링 지배주식유한회사(랜드윈드)는 장안자동차주식유한회사가 5억 위안을 출자하고, 장링 자동차그룹사(JMC)의 직접 출자액은 5천만 위안, 그리고 장링 자동차주식회사가 소유한 국유 법인주 41.03%와 일부 부채의 합계 4.5억 위안으로 구성되어 있다. 현재, 장링 자동차주식회사(JMC))는 장링 지배주식유한회사(랜드윈드)의 대주주가 된다.
랜드윈드의 출발은 다른 중국의 자동차 기업들과 다른 점은, 설립 의도부터 철저히 시장전략적으로 계획된 프로젝트였다는 데에 있다. 과거 경제적 개념 없이 정치적 헤게모니에 떠밀려 성마다 우후죽순처럼 생겼던 다른 중국 자동차 회사와는 달리, 이미 중국자동차 산업의 굵직한 회사인 충칭장안기차(重慶長安汽車 보관됨 2020-11-21 - 웨이백 머신)와 JMC(Jiangling motor corporation. Ltd.)가 철저하게 계산된 투자를 통해 설립한 회사라는 것이 랜드윈드 태생의 가장 큰 특징이다.

## 현황
장안과 장링은 중국 자동차 업계의 우량 기업이다. 충칭장안기차(重慶長安汽車 보관됨 2020-11-21 - 웨이백 머신)는 중국최초의 자동차 기업으로서, 소형 픽업트럭, 소형 상용차와 스즈키 승용차를 주로 생산한다. 또한 충칭장안기차는 11.5 규획에 국가가 비준한 5개의 중점적 지원 대상 자동차 회사 중 하나이다. 2004년 연 판매량 총 45.43만대에, 판매 소득 185.27억 위안이었다.
JMC(Jiangling motor corporation. Ltd.)는 현재 약 연 10만대의 완성차와 10만 기의 엔진 생산 능력을 구비하고, 중국산 상용차 시장에서 매우 중요한 회사이다. 두 우량기업간의 공동투자는, 기술, 제품 및 지역별 시장 공유 등의 부문에서 상호 보완을 실현할 수 있으며, 이는 랜드윈드가 중국 완성차업체 자본간 최초의 전략적 합자기업 임을 의미한다.
현재, 장링은 랜드윈드 기지, JMC상용차 생산 기지, Transit(1.5박스 형태의 Ford 상용차)생산 기지를 가지고 있다. 랜드윈드 기지는 난창시 경제기술개발구에 위치하여 왕성한 생산을 보이고 있고, 지금 이미 연 5만대의 완성차 종합 생산 능력을 갖추고 있다. 향후 Transit생산기지에 2009년까지 생산능력을 연 10만 대로 확대할 계획이며, 판금부터 도장까지 일체의 현대화 생산능력을 갖출 계획이다. 현재 랜드윈드 기지에서 랜드윈드 X6, X9, 펑샹(風尚, Fashion)을 생산하고 있고, 3개 이상의 신차를 개발, 생산할 계획이다. 가장 최신 모델인 펑샹(fashion)은 3년의 개발기간을 거쳐 중국의 기술로 자체 개발한 SUV 가족용 승용차이고, 2005년 12월 30일 이후 랜드윈드 기지 북쪽 라인에서 생산되고 있으며, 2006년 5월 정식으로 데뷔하였다. JMC(Jiangling motor corporation. Ltd.)는 전국의 주요도시에 판매, 부품 공급, 애프터 서비스, 소비자 피드백 브랜치를 운영하고 있다. 그 중 랜드윈드 자동차는 631개의 독점 딜러, 162개의 특약의 서비스센터를 갖춤으로써 신속하게 시장의 요구에 대응할 능력을 갖추고 있다. 또한 일련의 엄격한 품질 체계를 세우고, 고품질의 제품과 서비스로 고객의 신뢰를 얻고 있으며, 순조롭게 ISO9002, QS9000, ISO9001 품질관리체계 인증, 3C인증과 ISO14001 환경관리체계 인증을 통과하였다.
“1년 열심히 기초를 닦고, 3년 필사적으로 싸워 발전을 도모하고, 5년 안에 연 생산 및 판매량 20만대를 돌파하고, 6년 후 200억 순수익을 달성한다”는 장링의 랜드윈드 설립 당시 청사진은 이미 초과 달성되어, 11.5규획(중국의 11차 5개년 경제개발계획, 2006~2010) 말기에, 장링은 30만대의 생산능력 규모를 갖출 전망이다. 그 중 랜드윈드 기지에서 5만대, Transit 생산기지에서 10만대, JMC상용차 부문은 15만 대 가 될 것으로 예상한다.

## 같이 보기
- 창안 자동차